# Natale in Polonia

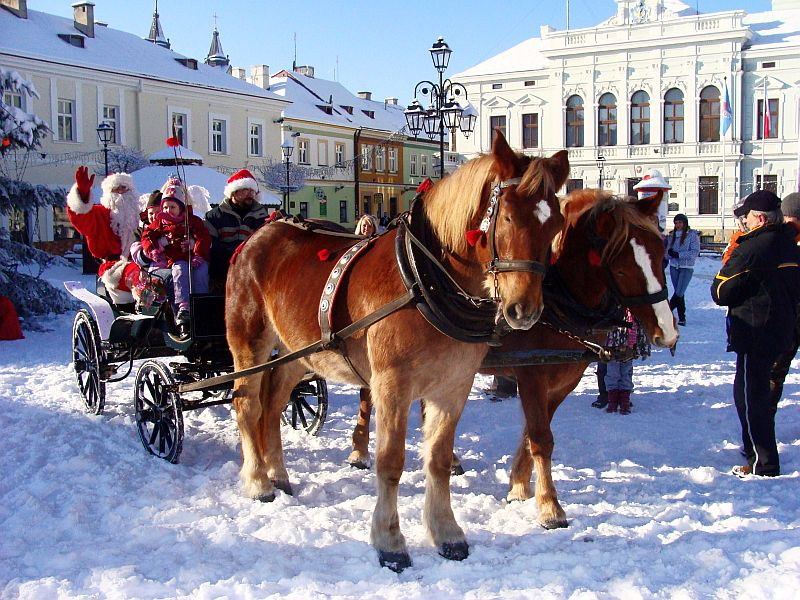
La tradizione del kulig a Sanok

Questa voce descrive le principali tradizioni natalizie della Polonia, oltre agli aspetti storici e socio-economici della festa.

## Informazioni generali
Date importanti del periodo dell'Avvento in Polonia sono il 29 novembre, vigilia di Sant'Andrea, il 4 dicembre, giorno di Santa Barbara e il 6 dicembre, giorno di San Nicola.

## Il termine per "Natale" in polacco
Il termine per "Natale" in polacco è Boże Narodzenie, che significa letteralmente "nascita di Dio".
La formula d'augurio è Wesołych Świąt!.

## Celebrazioni religiose

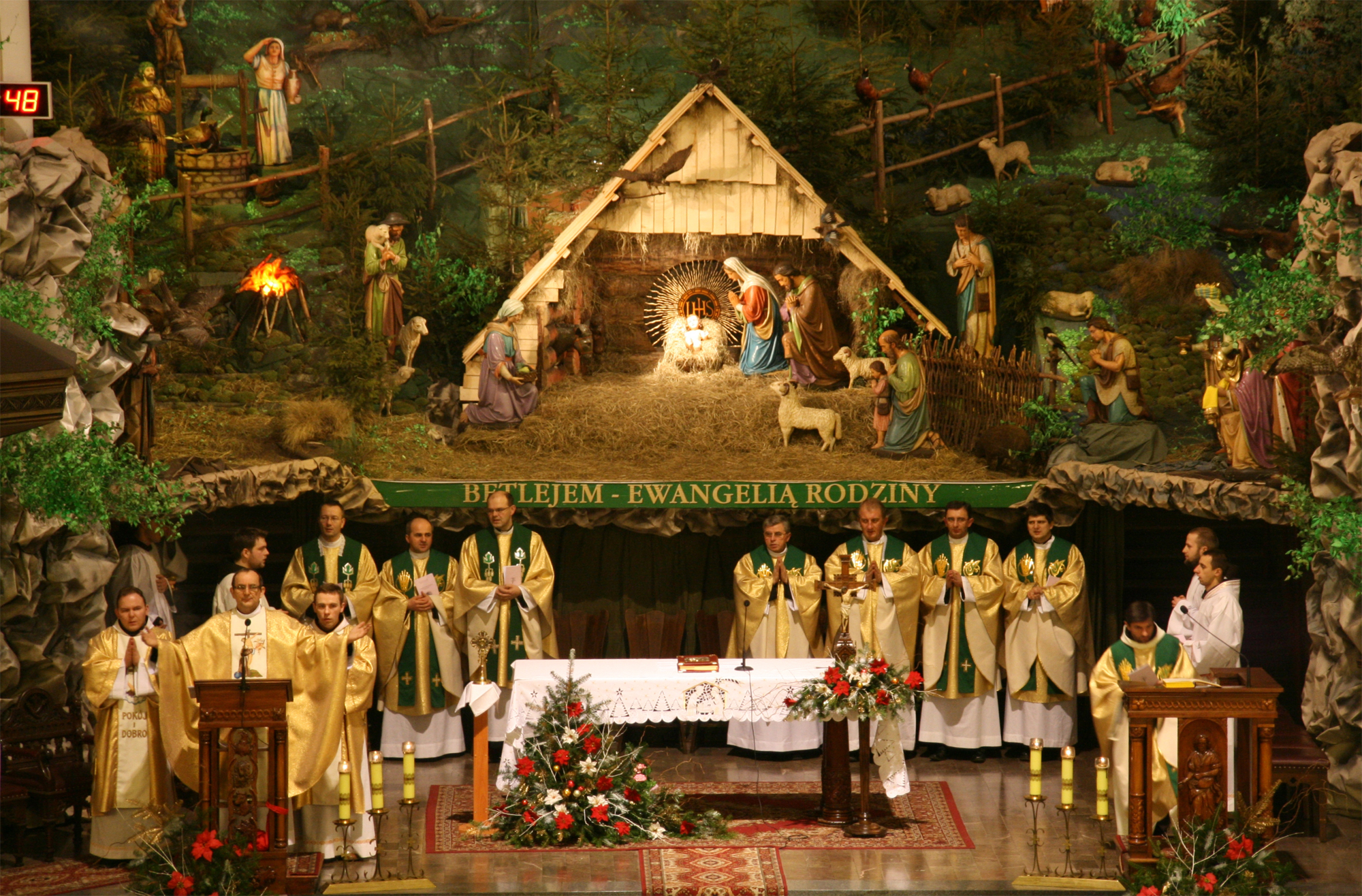
Celebrazione religiosa del Natale a Katowice

Tra le celebrazioni religiose caratteristiche della Polonia nel periodo dell'Avvento, vi sono le roraty, messe che hanno luogo alle sei del mattino e in cui viene accesa una candela.
Prima della cena della Vigilia (Wigilia), i fedeli devono osservare un digiuno di 24 ore, che, secondo la tradizione, termina quando compare in cielo la prima stella.
La messa di mezzanotte in Polonia si chiama "Pasterka", celebrata come prima liturgia natalizia.

## Tradizioni popolari

### Presepe (szopka)

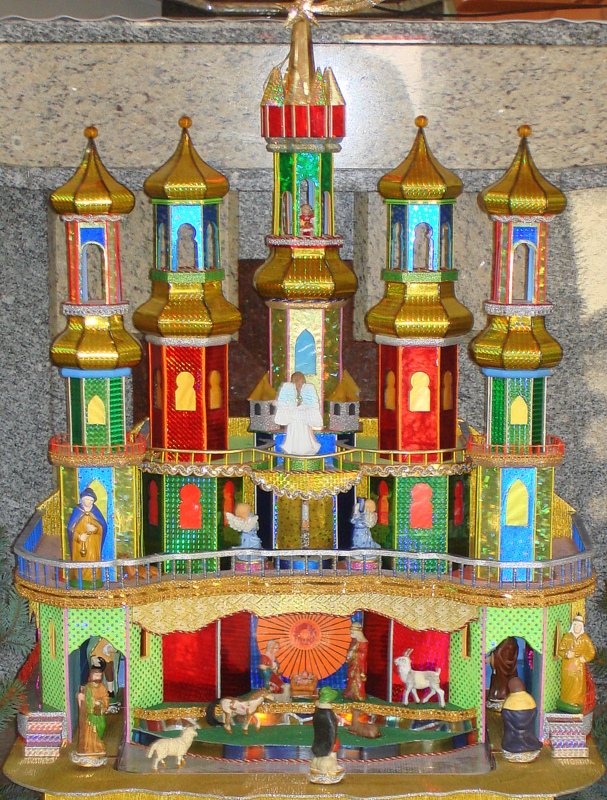
Tradizionale presepe polacco a Cracovia

Una parte preponderante nella celebrazione del Natale in Polonia è rappresentata dall'allestimento del presepe o szopka.
Nel corso del XVIII secolo, a Cracovia, si diffuse tra i muratori e gli operai l'usanza di creare piccole capanne con raffigurazioni della Natività da mettere poi sotto l'albero di Natale, con lo scopo di arrotondare lo stipendio.
A Cracovia, si tiene anche una gara annuale in cui vengono premiati i presepi più belli.
Una particolare forma presepistica caratteristica della Polonia è il cosiddetto "presepe di marionette", le cui origini risalgono al XVIII secolo, quando veniva allestito dai sacerdoti.

### La prima stella
È usanza iniziare la cena della vigilia alla comparsa della prima stella nel cielo. Si ricollega in questo modo alla stella di Betlemme la quale, secondo la Bibbia, è stata avvistata nel cielo dai tre Re Magi. Si inizia la cena leggendo un frammento del Vangelo di San Matteo o San Luca che riguarda la nascita di Gesù.

### Fieno sotto la tovaglia
È tradizione mettere sotto la tovaglia, che solitamente è bianca, una manciata di fieno. 
Questa usanza proviene fin dai tempi dei pagani, si ricollega ad un'antica festa agraria e sempre secondo le credenze pagane porta un buon augurio per il nuovo anno alla famiglia. Il fieno, inoltre, simboleggia che Gesù sia nato in povertà.

### Un posto in più a tavola
Si è soliti mettere un posto in più a tavola rispetto al numero delle persone che vi siederanno. Questo gesto simboleggia la riservatezza del posto ad una persona inaspettata oppure ricorda i familiari defunti o impossibilitati a venire.

### Albero di Natale

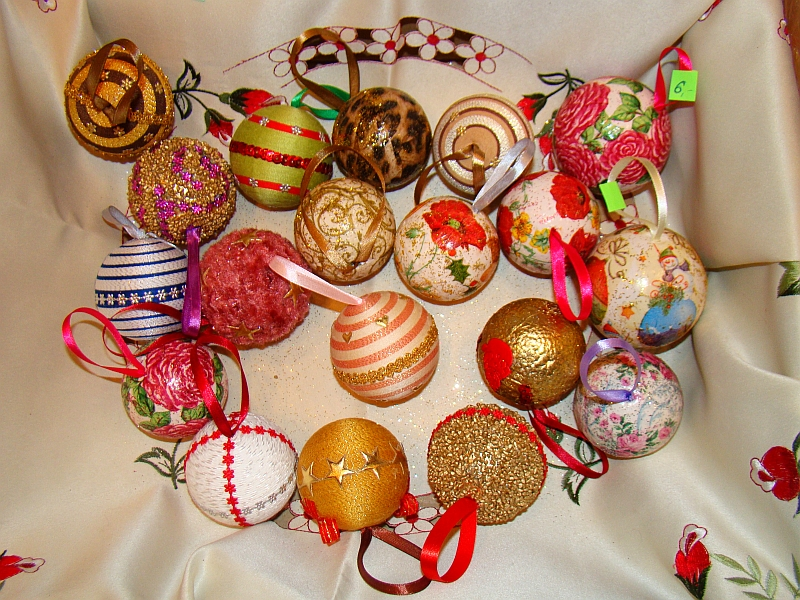
Tipiche decorazioni polacche per l'albero di Natale

La tradizione dell'albero di Natale fu introdotta in Polonia nel corso del XVIII secolo.
Prima che fosse introdotto l'albero di Natale, era diffusa un'usanza simile, quella della podłaźniczka, che consisteva nell'appendere la cima di un abete a una trave o alla porta del granaio.
L'introduzione della tradizione tedesca dell'albero di Natale suscitò delle reazioni di tipo nazionalistico, che portò alla creazione di soggetti tradizionali polacchi in qualità di addobbi.

### Pająki
Decorazioni tipiche sono inoltre i pajaki, costituite da stelle o uova decorate.

### Portatori di doni
Tra i portatori di doni tradizionali, oltre a Babbo Natale, vi sono gli uomini della Stella o gwiazdor.

## Gastronomia

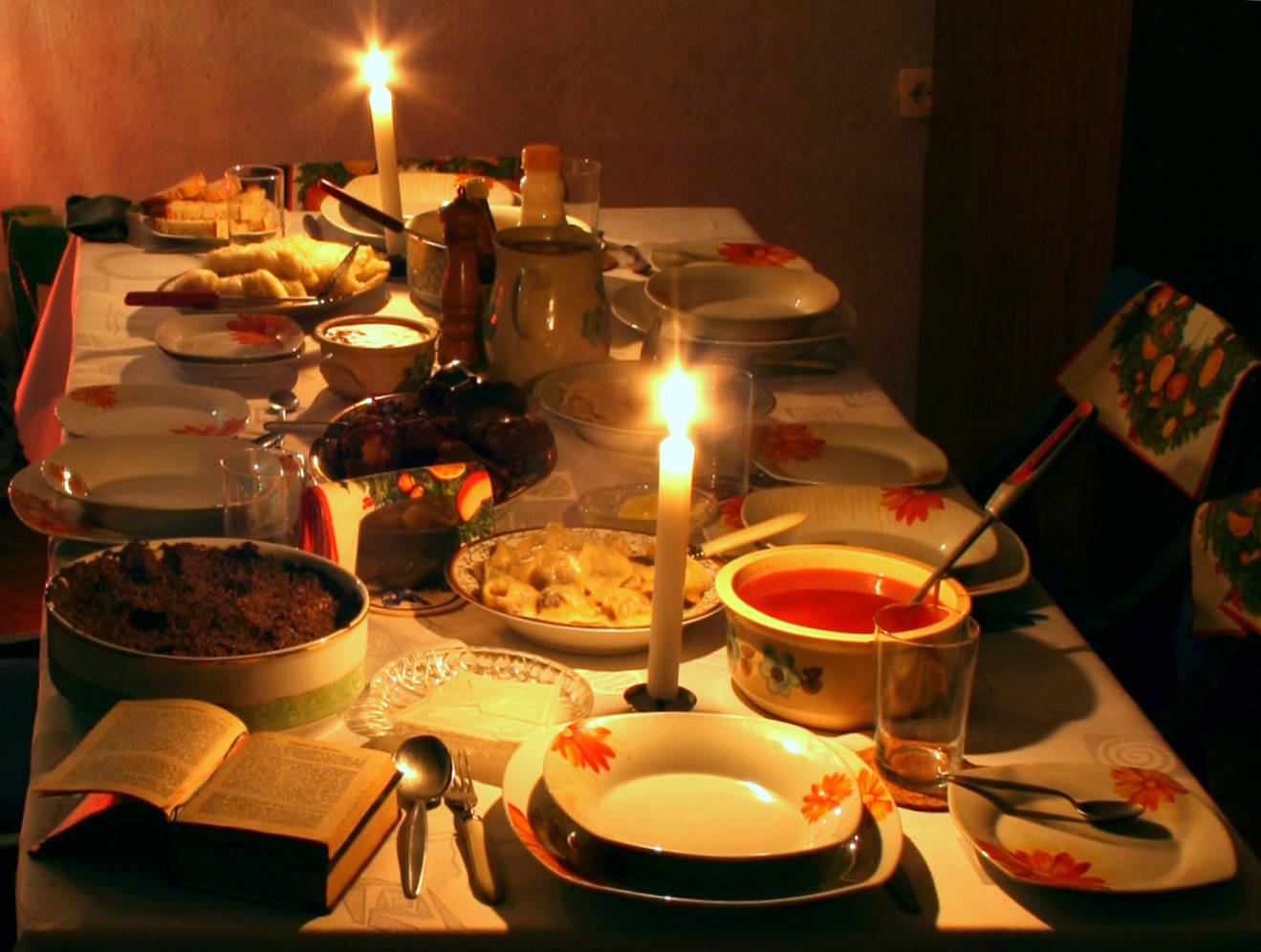
Wigilia, la cena della Vigilia in Polonia

Un tempo, tradizione voleva che la cena della Vigilia di Natale fosse costituita da un numero di portate dispari (in genere tredici), mentre il numero dei posti in tavola doveva essere pari, in quanto uno di questi doveva essere lasciato vuoto per l'eventuale arrivo di un ospite estraneo alla famiglia.
Il menu della Vigilia, inoltre, non deve contemplare la presenza della carne, ma dodici piatti vegetariani (come forma di augurio per i dodici mesi dell'anno a venire), che comprendono solitamente zuppa di funghi, una carpa, cavolo con piselli, gnocchetti farciti, maccheroni ai frutti di mare, ecc.

### Dolci

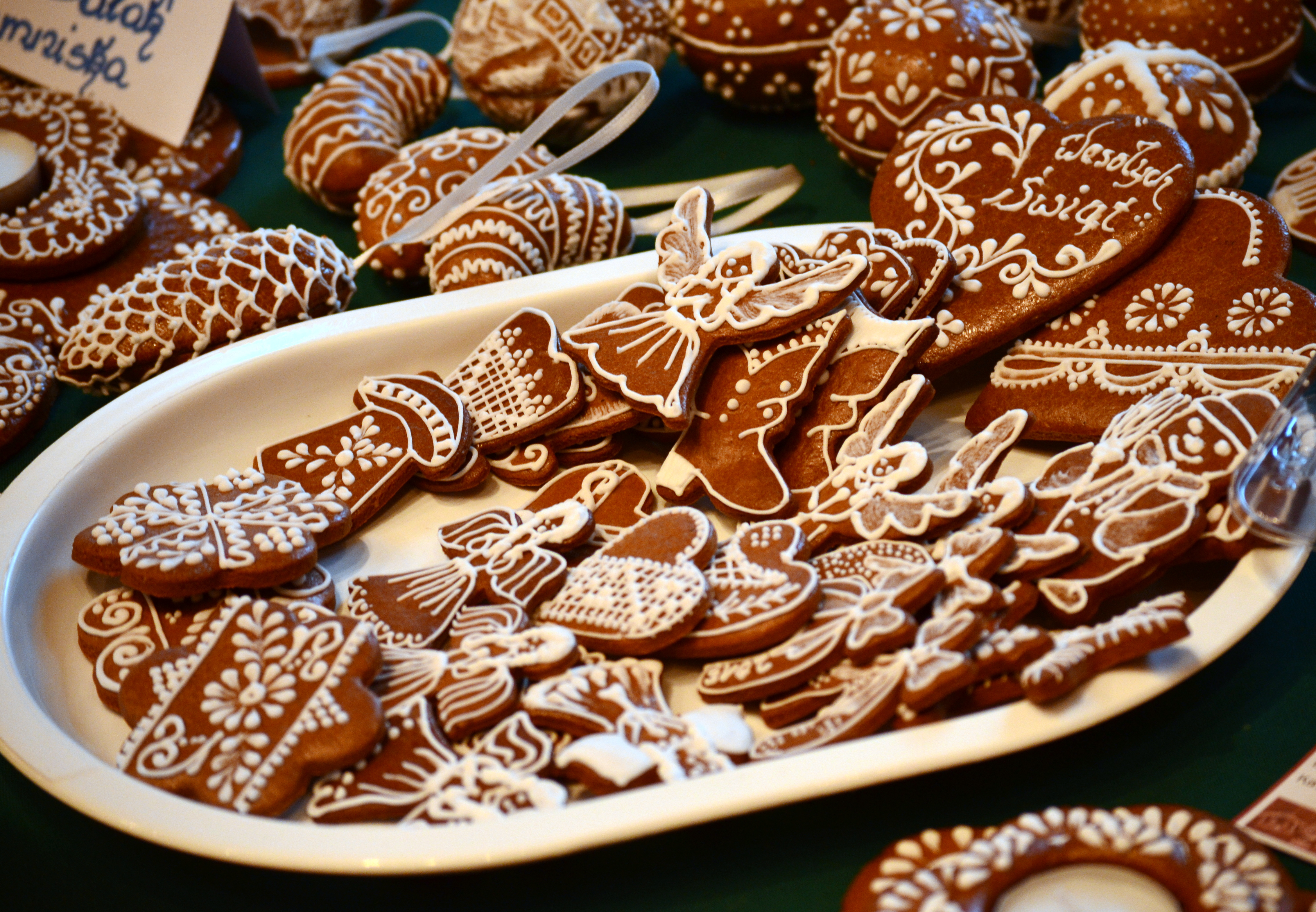
Dolcetti natalizi del periodo dell'Avvento

#### Opłatek

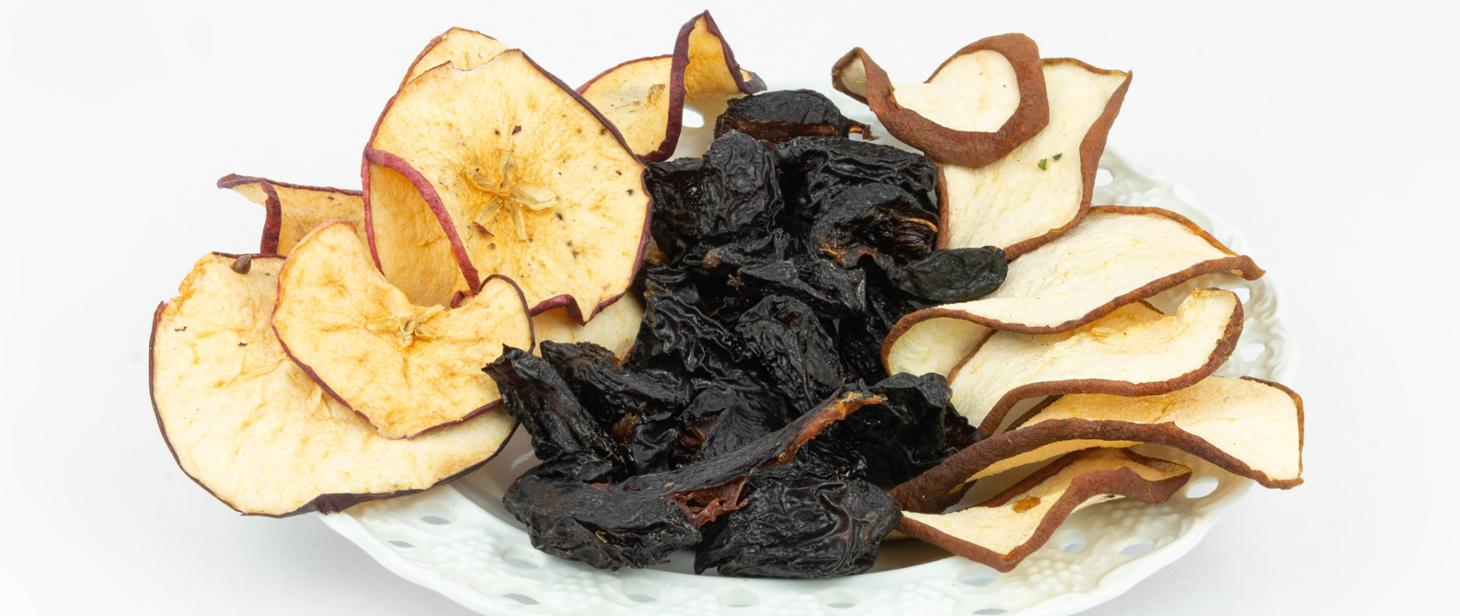
Misto di frutta secca per la preparazione del kompot di frutta secca, tradizionalmente lo si beve durante la cena del 24 dicembre

Un dolcetto tipico polacco è l'opłatek, una cialda con una figura sacra, che, secondo la tradizione, viene distribuita dal capofamiglia ai familiari e al bestiame prima della cena della Vigilia di Natale. Distribuire l'opłatek tra i familiari è un gesto che simboleggia il sacrificarsi gli uni agli altri e la volontà di condividere i frutti del lavoro quotidiano. Lo scopo di dividere questo dolcetto è avvicinare le persone tra di loro.
La tradizione di preparare opłatek risale al Medioevo, mentre risale al XVIII secolo quella di distribuirlo alla famiglia.

#### Kutya
Altro tipico dolce natalizio ancora è la kutya, fatta con grano, nocciole, uva passa e miele.

#### Piernik
Altro tipico dolce natalizio polacco è il piernik, un dolce al cacao, che viene stampato in varie forme (a forma di cuore, di animale o di San Nicola).

#### Makowiec
Il makowiec è un dolce tipico natalizio, caratterizzato dall'uso di semi di papavero (mak in polacco) che simboleggiano la felicità e la prosperità.

### Bevande
Tipica bevanda natalizia polacca è un kompot a base di frutta secca (come prugne, ecc.).

## Musica natalizia

### Canti natalizi originari della Polonia
- Bóg się rodzi, il cui testo è stato scritto nel 1792 da Franciszek Karpiński [13]
- Lulajże, Jezuniu (XVII secolo) [14]
- W żłobie leży, canto natalizio del XVI-XVII secolo, con testo attribuito a Piotr Skarga[15]

## Galleria d'immagini

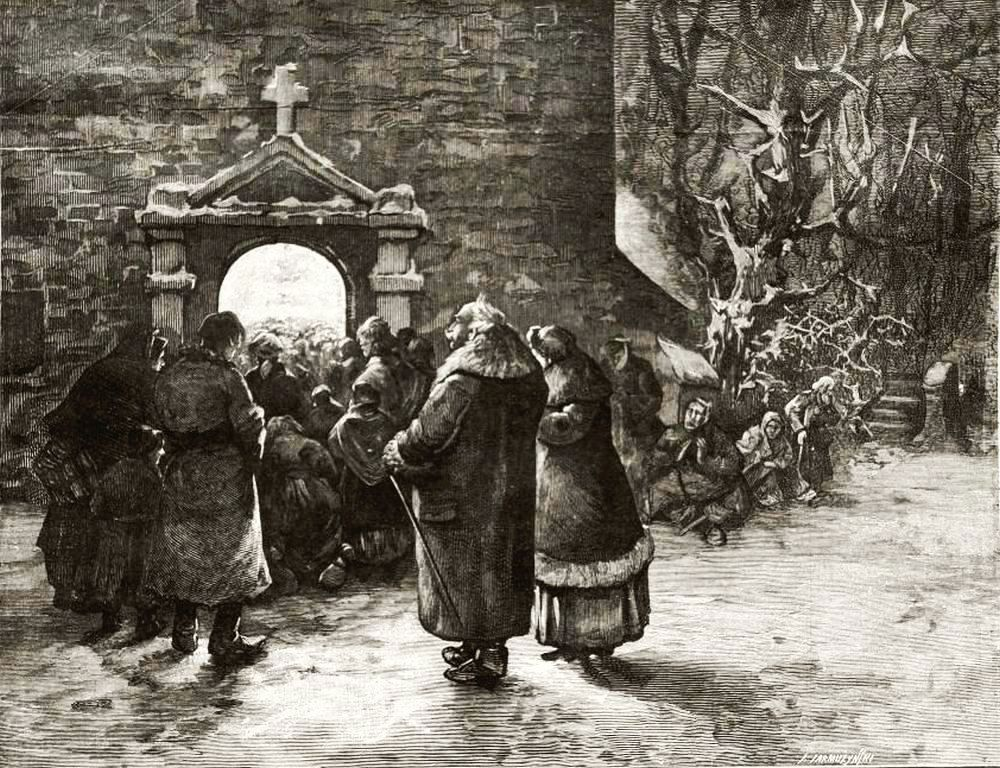
Antico disegno della Pasterka.
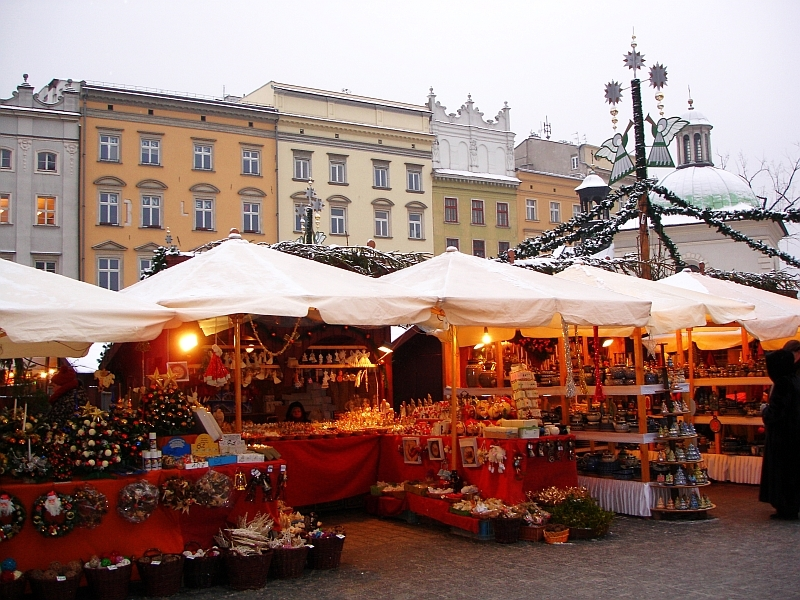
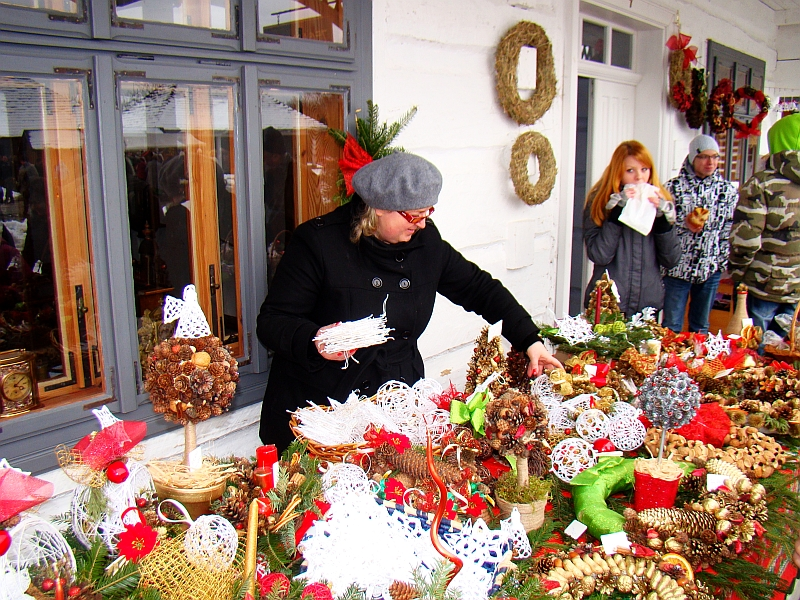
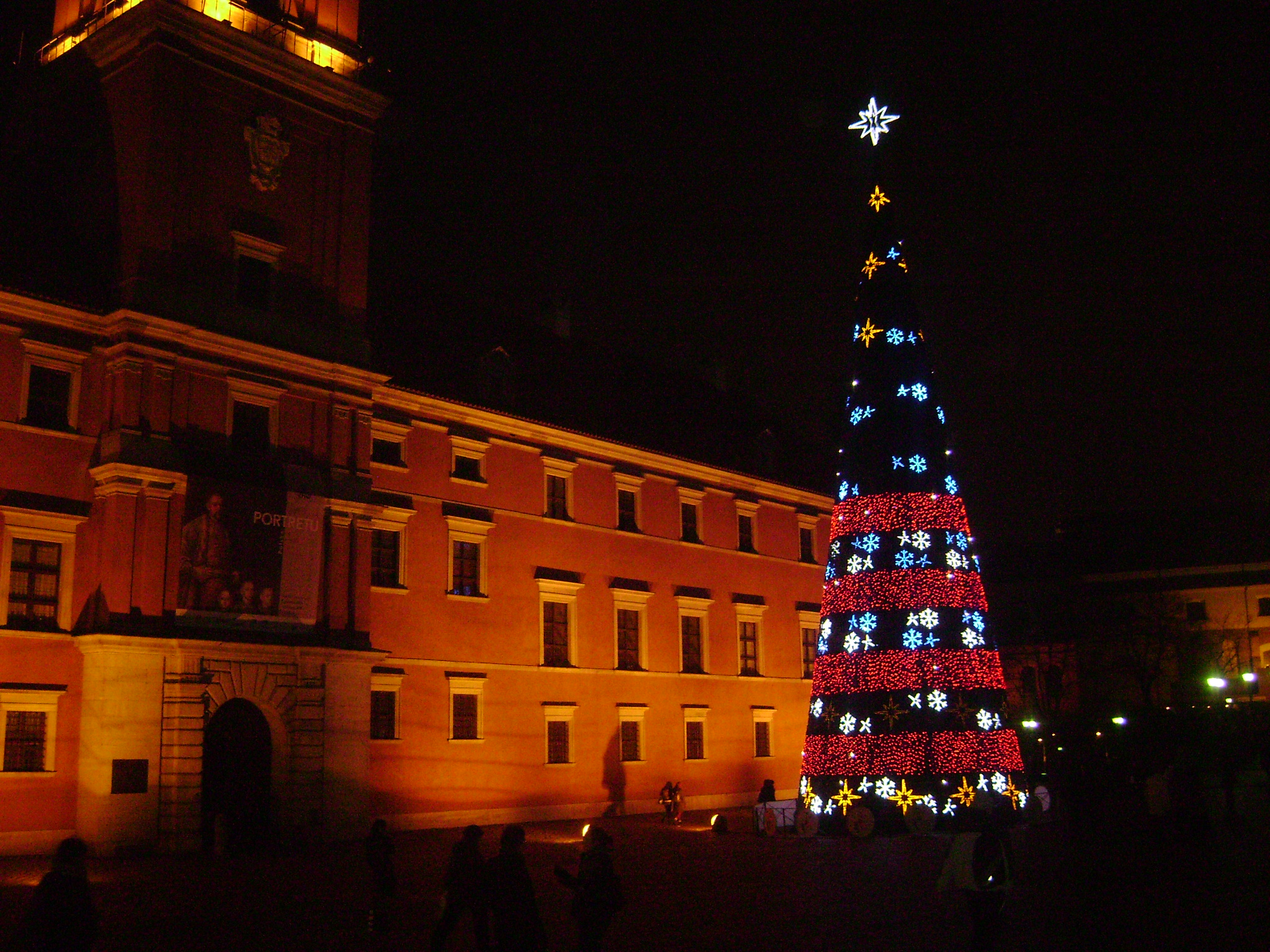
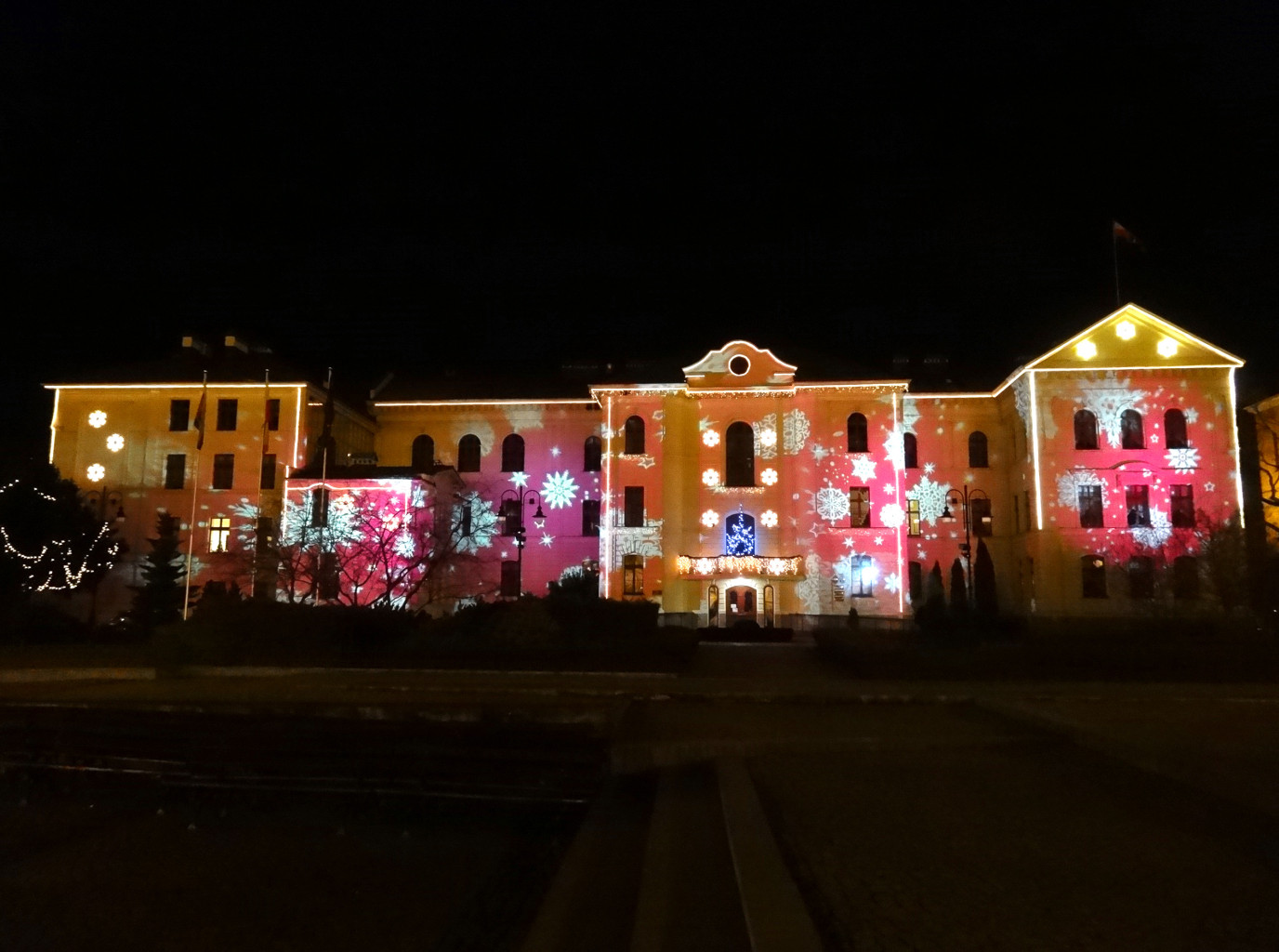
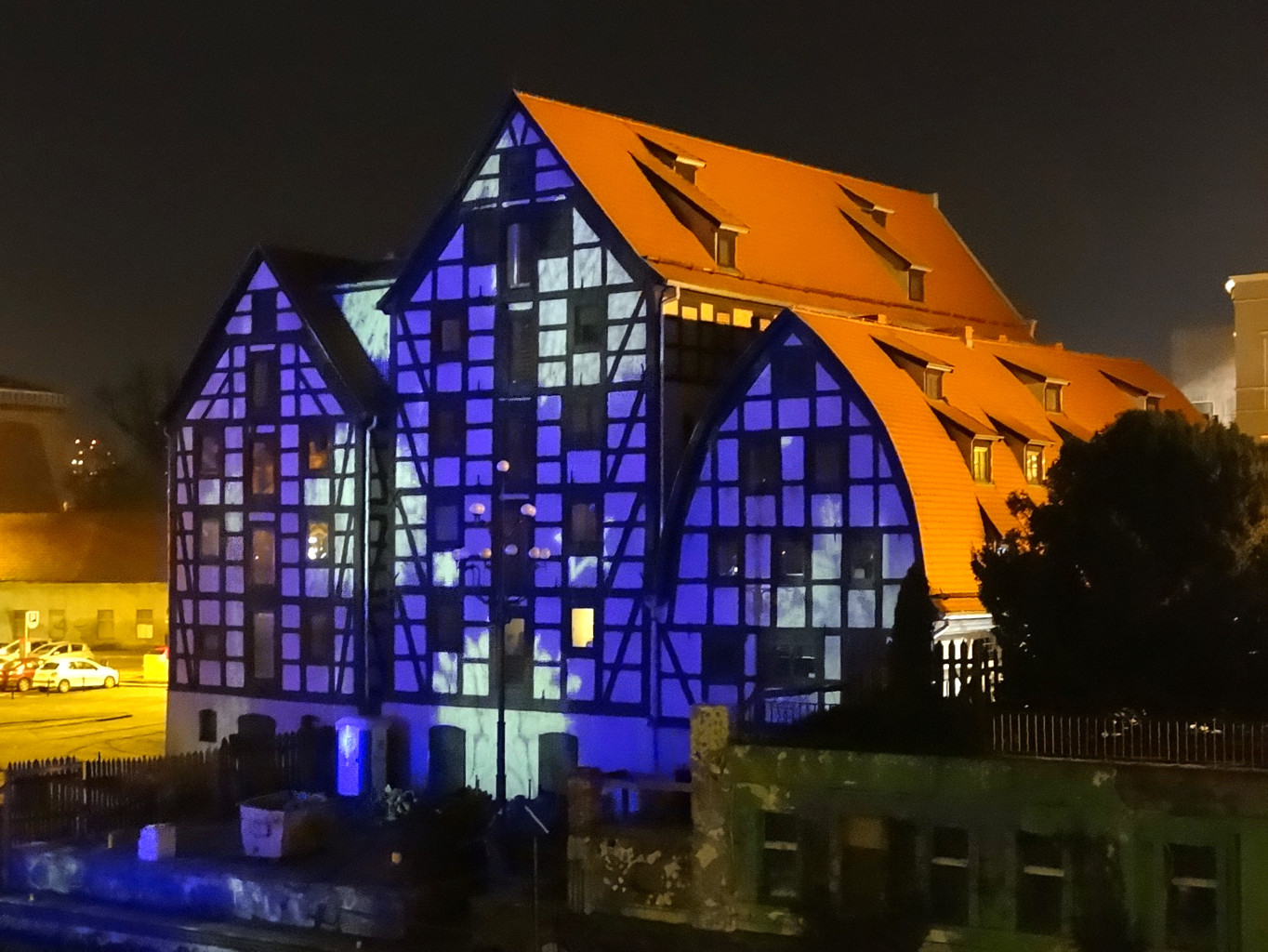
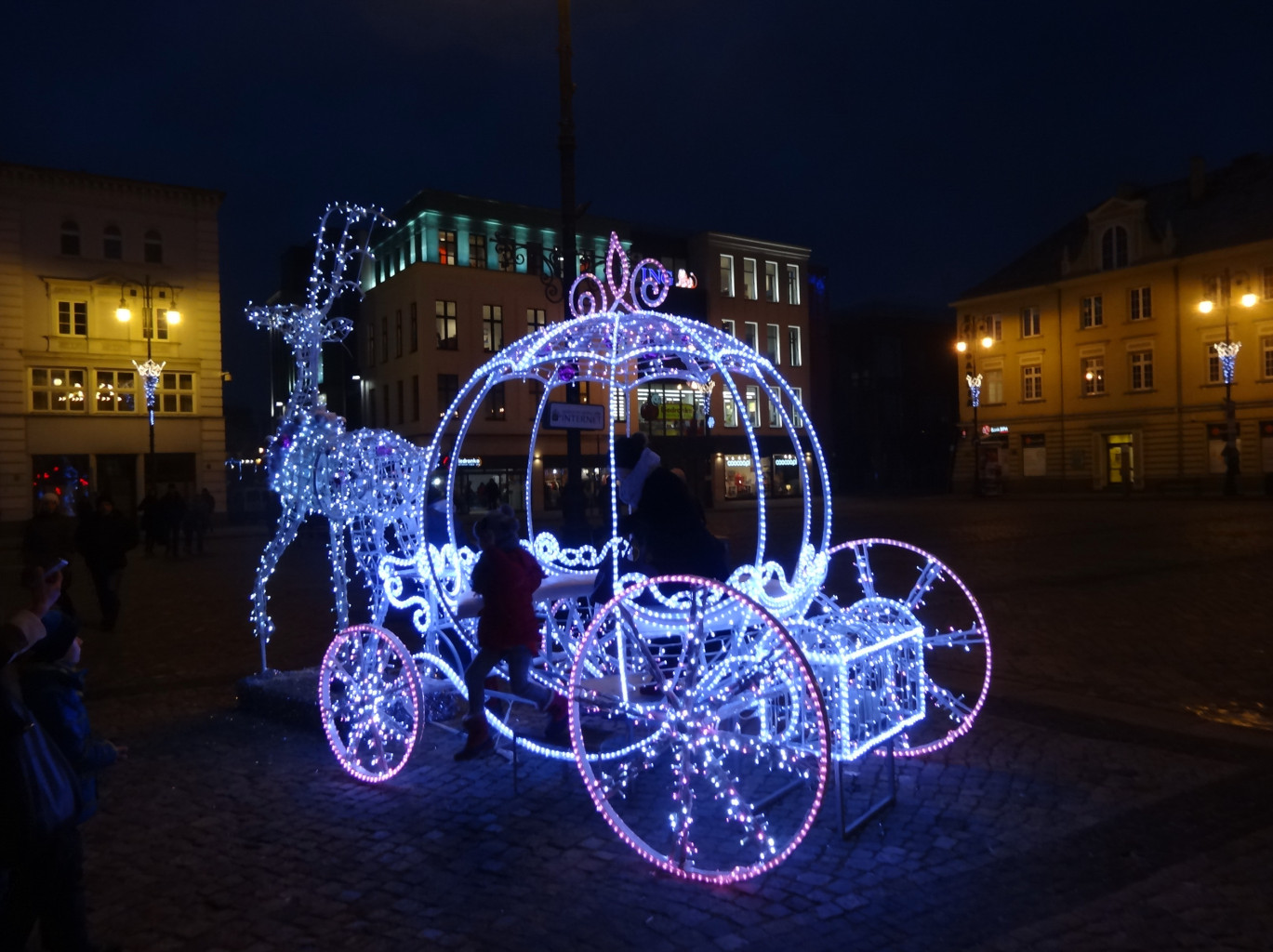
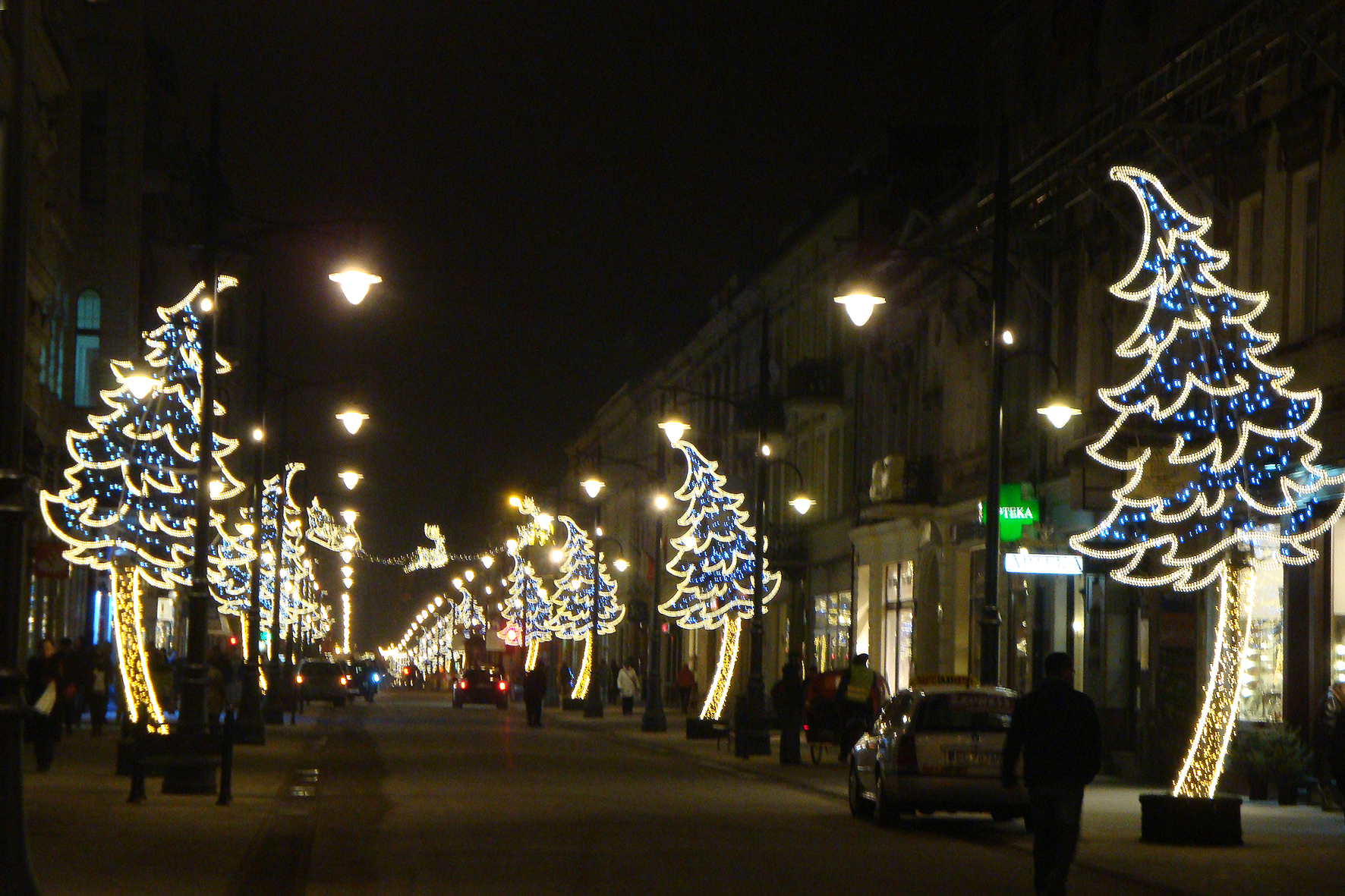
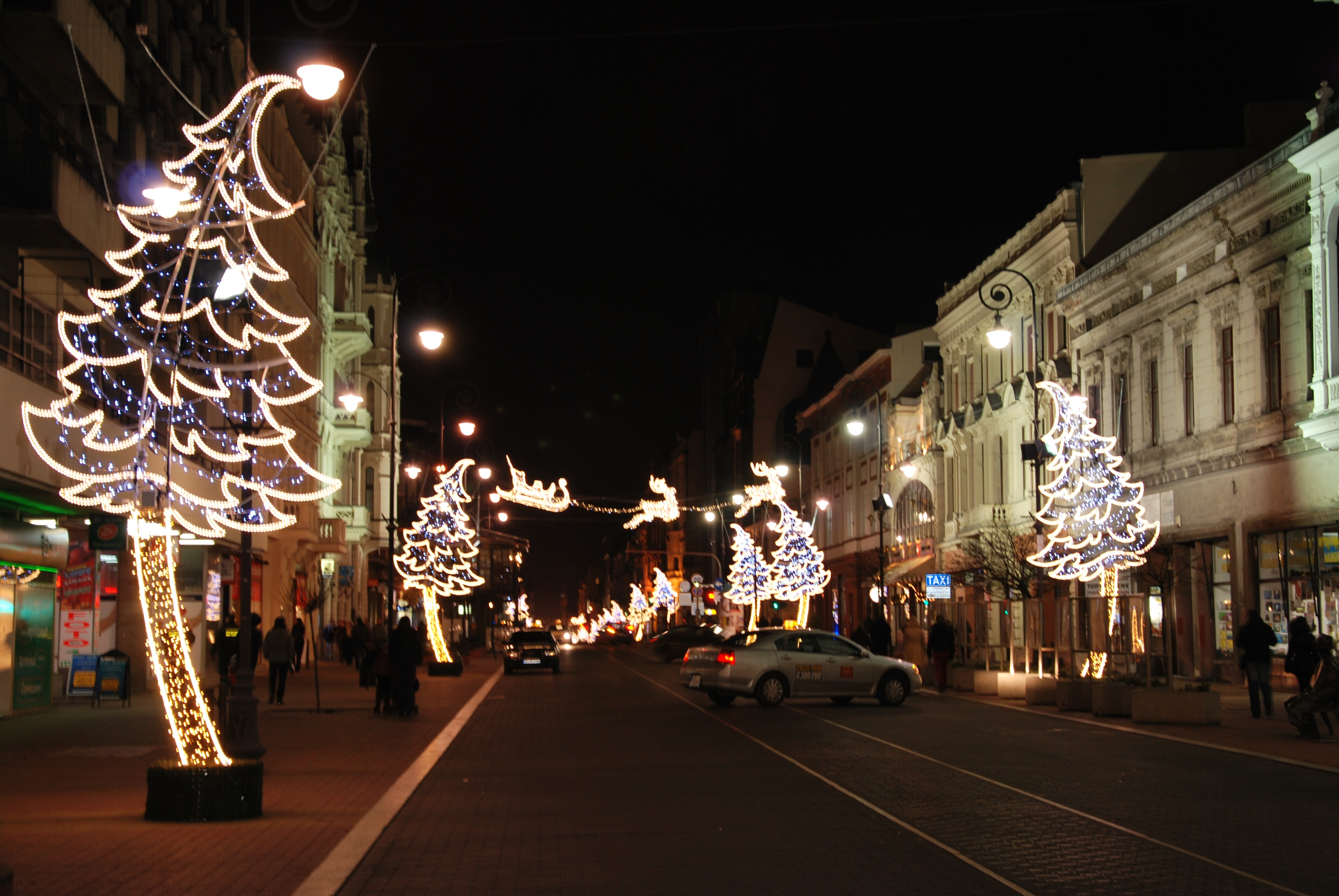
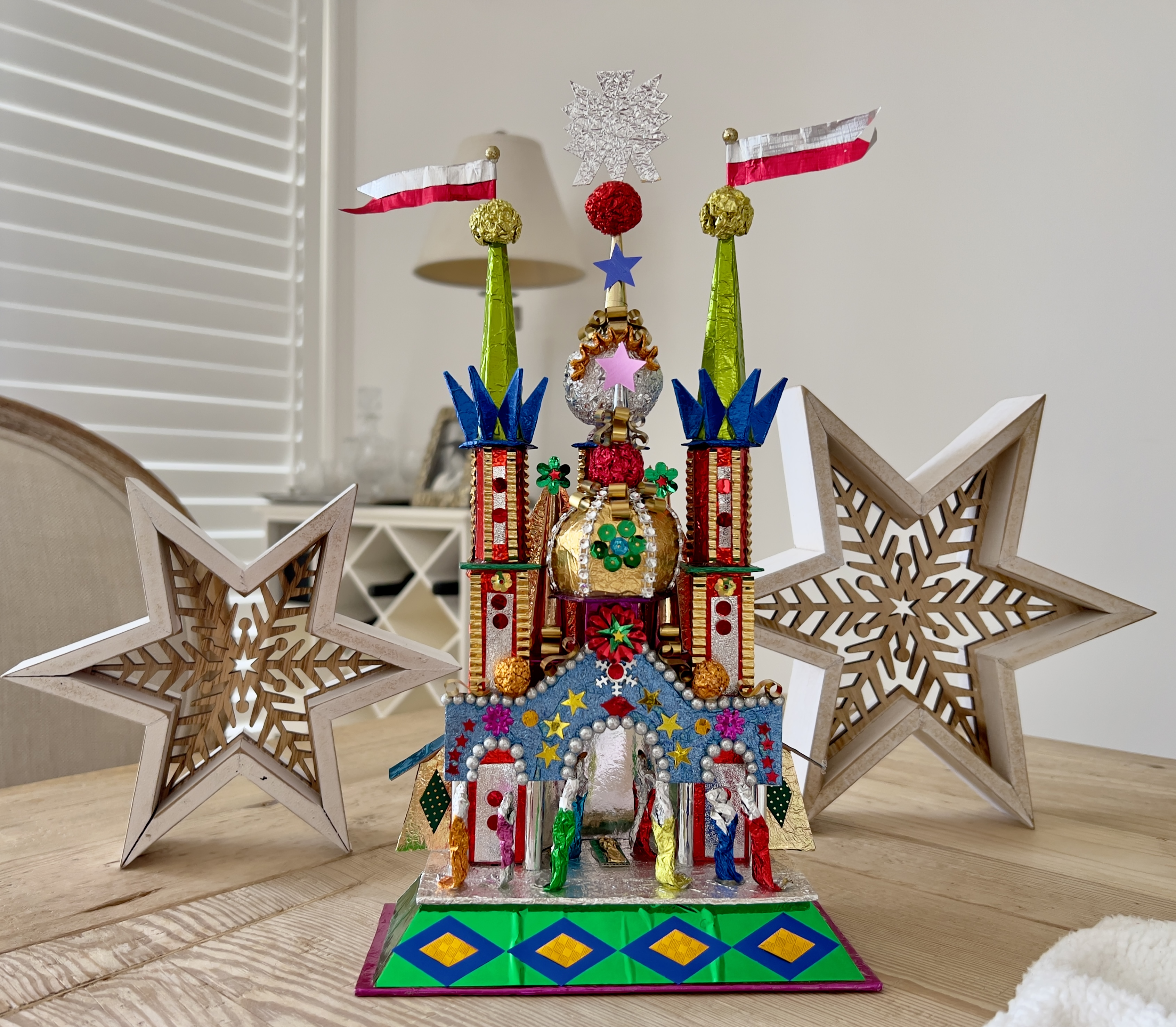
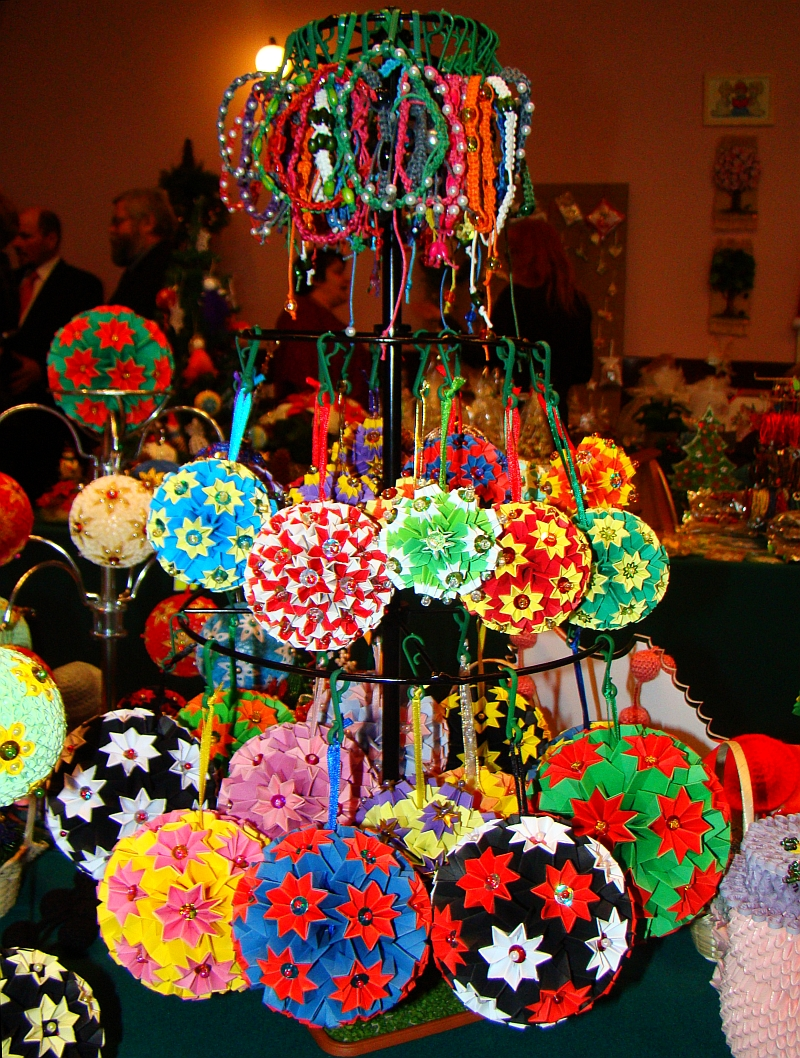
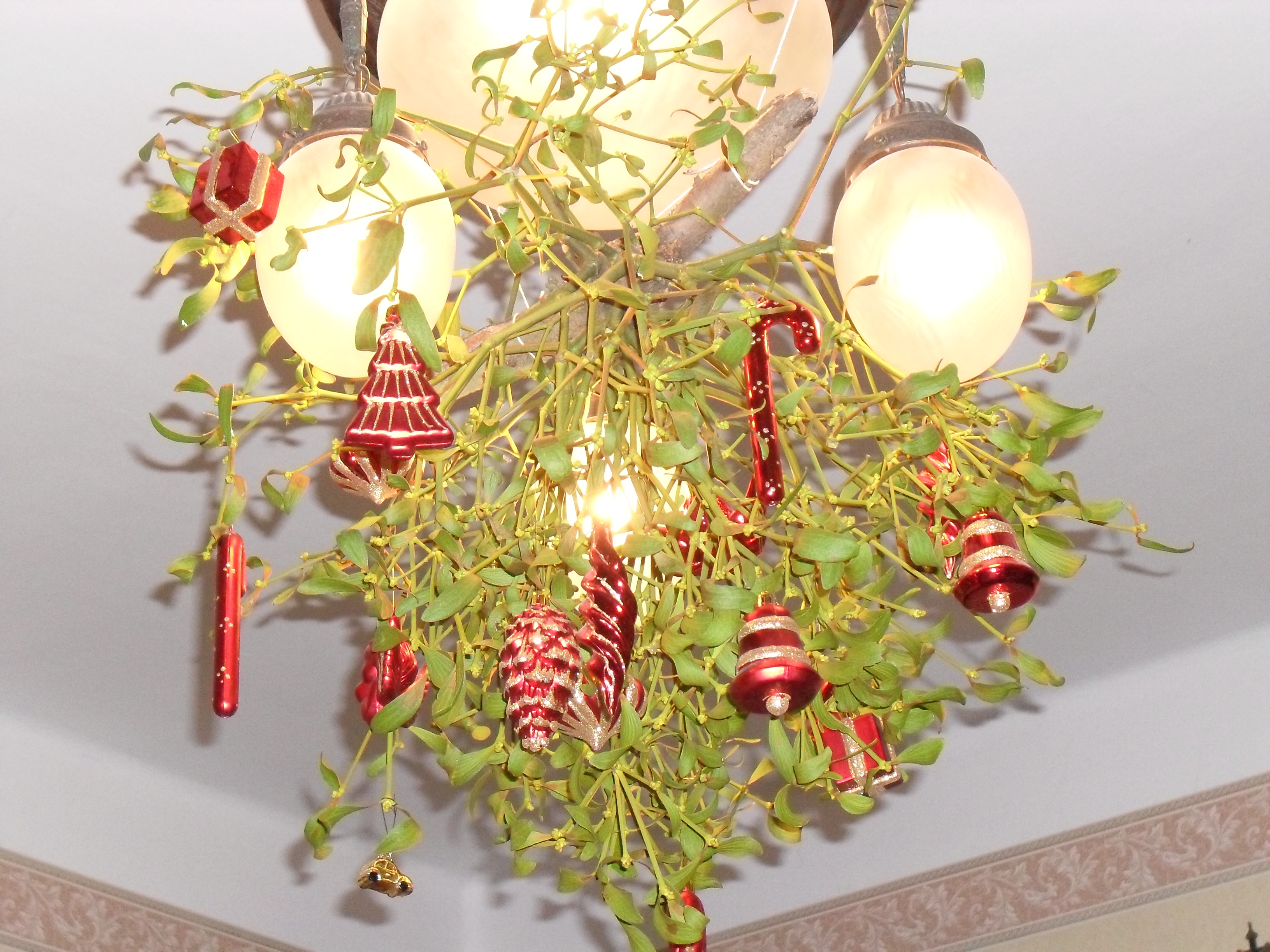
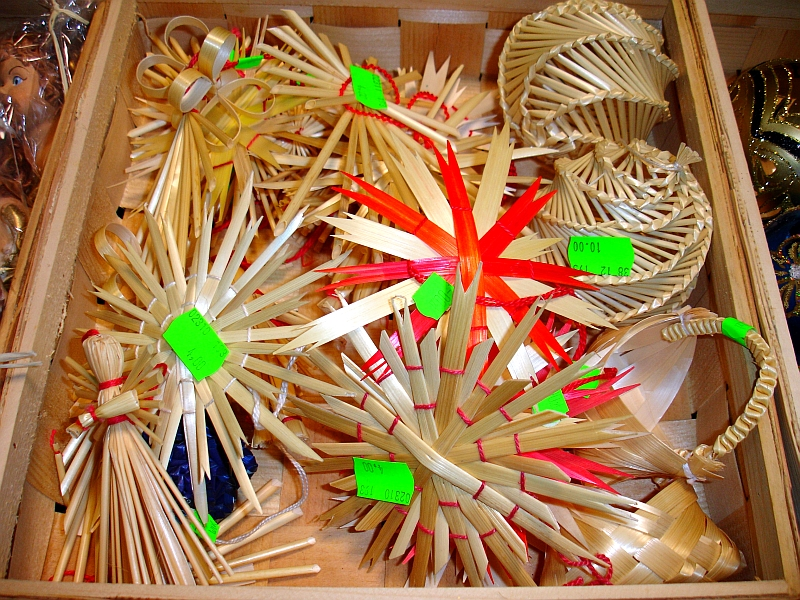
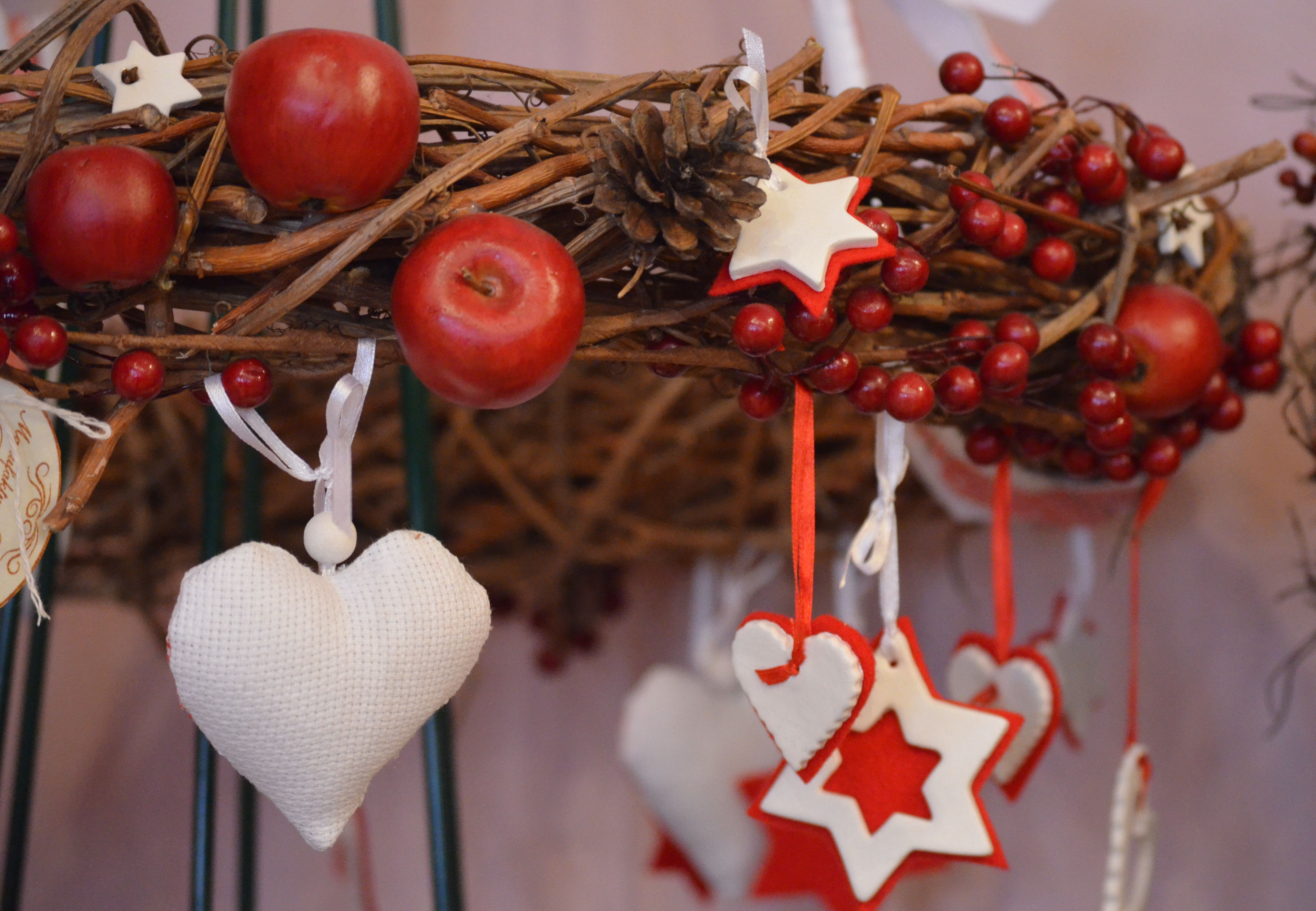
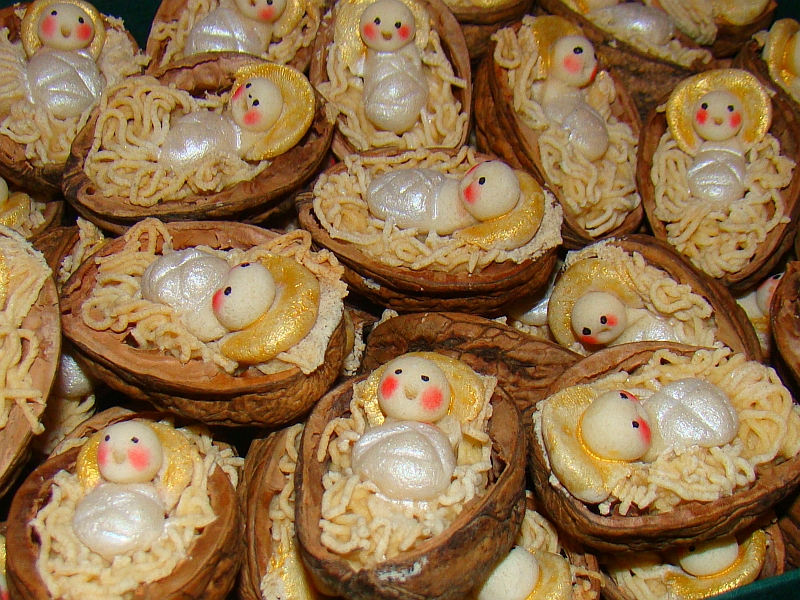
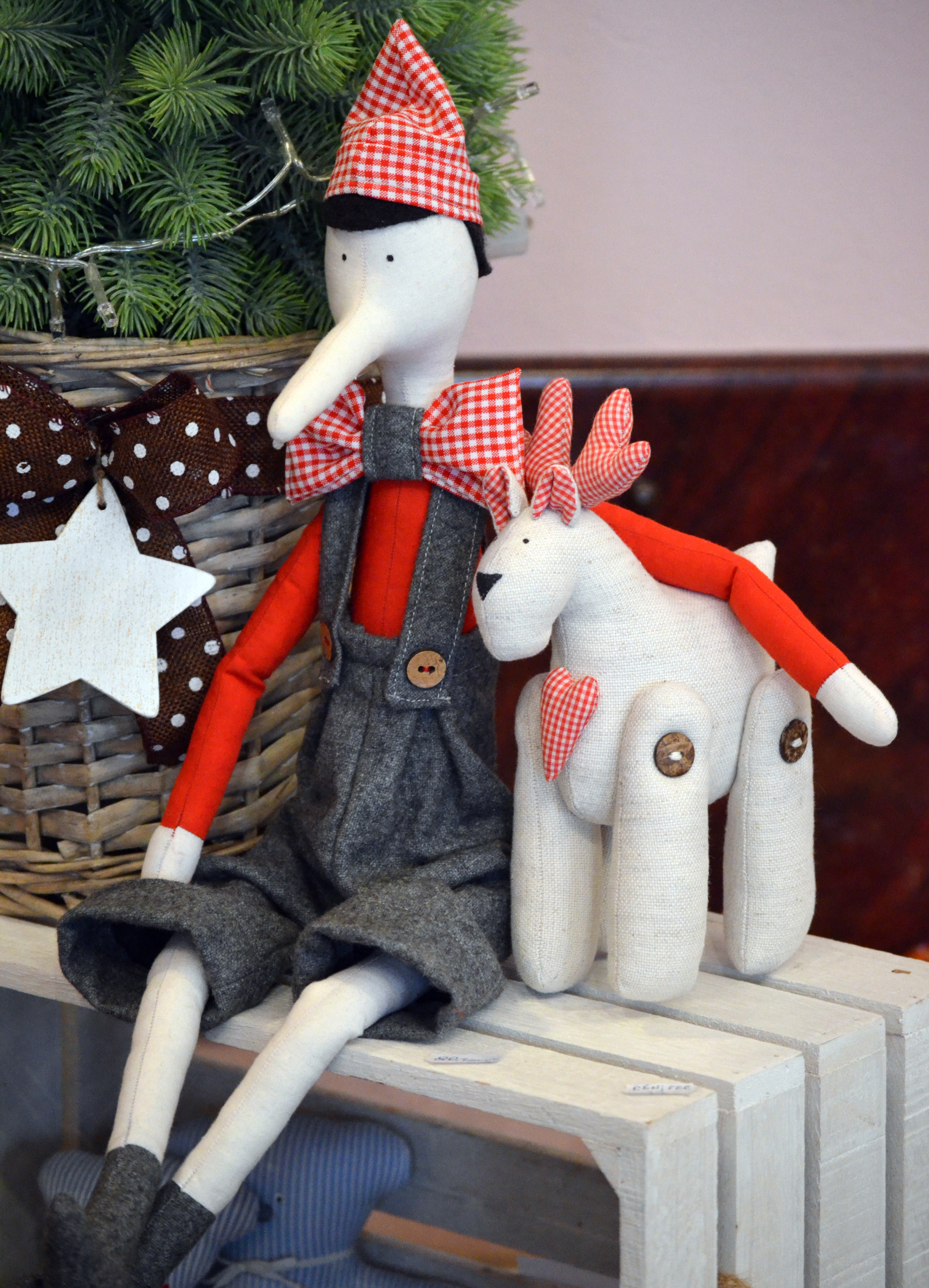
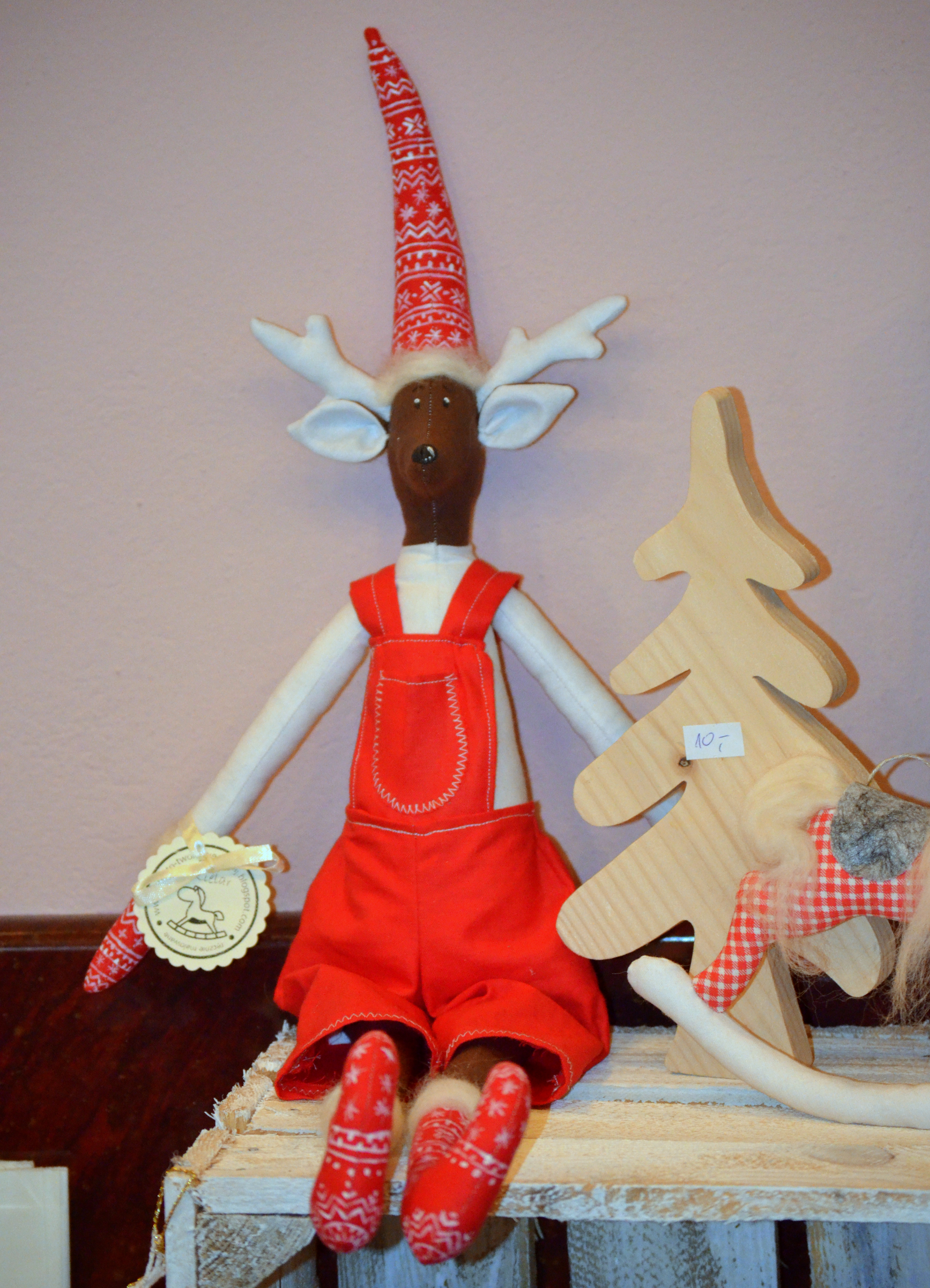
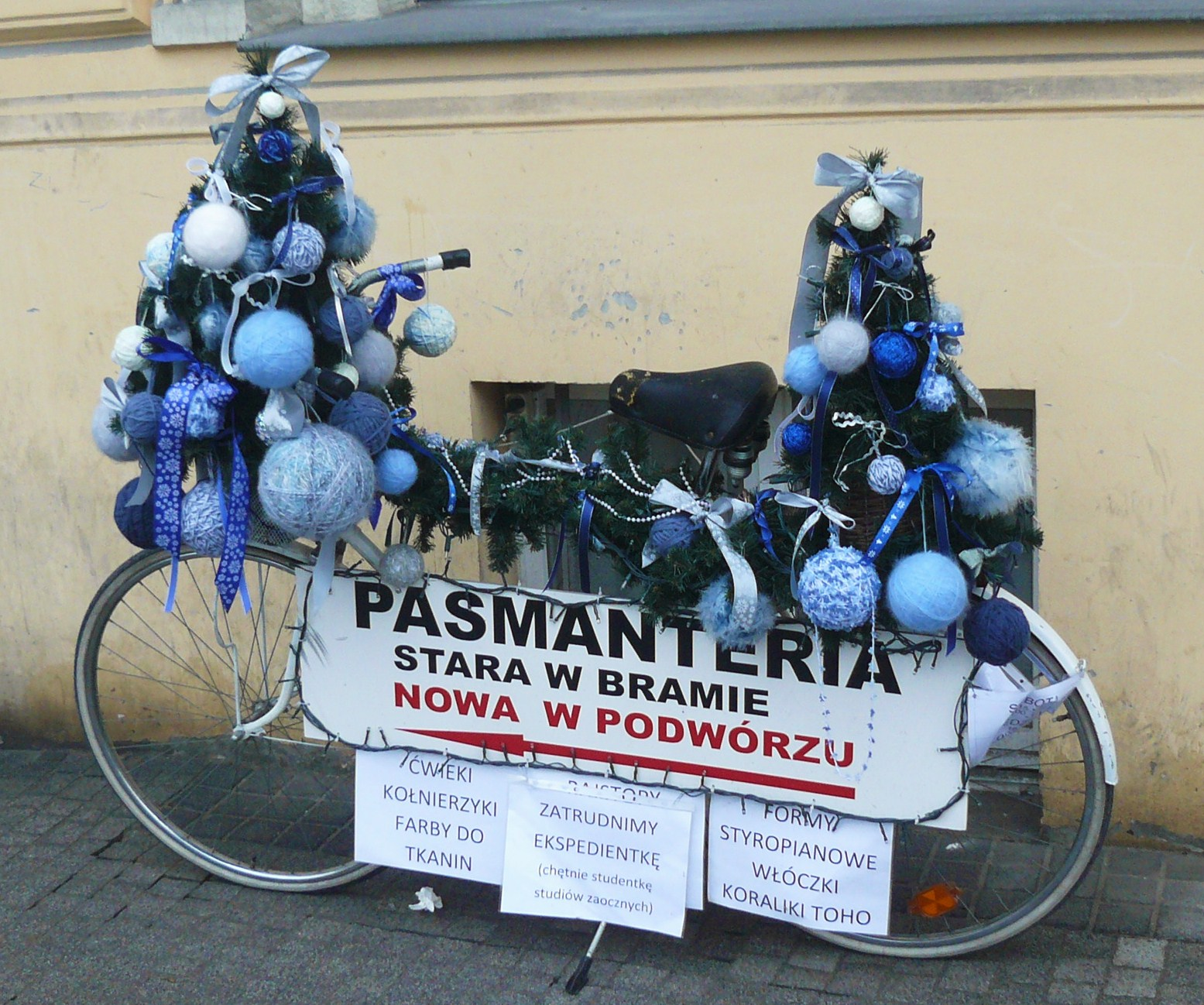
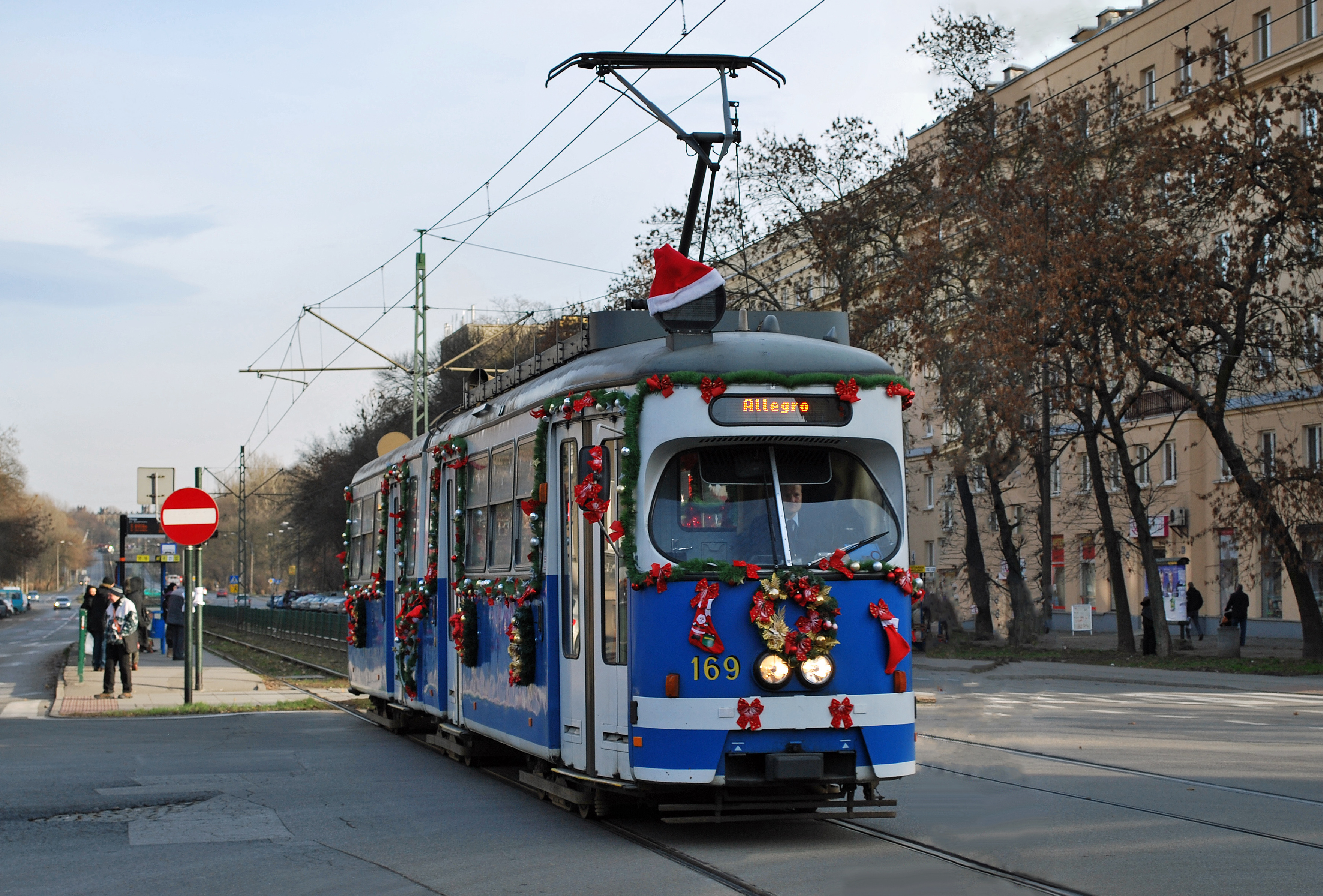